# Суха (Щецинецький повіт)
Суха (пол. Sucha, нім. Zuch) — село в Польщі, у гміні Ґжмьонца Щецинецького повіту Західнопоморського воєводства.